# Szépvölgy
Szépvölgy Budapest egyik városrésze a II. kerületben. Szépvölgy „bejáratánál” található a Fenyőgyöngye Vendéglő, ami oly régóta működik, hogy a környezetét néha tévesen a Fenyőgyöngye helynévvel is illetik.

## Fekvése
Határai: Budapest 1949. december 31-i határa a Görgényi úttól a 155. és 161. sz. határkövek között – a II. és III. kerület közigazgatási határa – Hármashatárhegy út - Glück Frigyes út - Látóhegyi út – Görgényi út Budapest 1949. december 31-i határáig.

## Története
Döbrentei Gábor dűlőkeresztelője alkalmával 1847-ben az addigi német Schönthal tükörfordításával kapta a nevet a Szép-völgy nevű völgy, amelyről később elnevezték a városrészt. A Szép-völgy a Pál-völgy szakasza, a Pál-völgy felső részének neve. A Látó-hegy és a Remete-hegy között húzódik meg.
Szépvölgy gyakorlatilag egy zsákutca végén található a Budai-hegységben, s a belváros viszonylagos közelsége, valamint az átmenő forgalom hiánya miatt jellemző nyugodt környezet miatt manapság szinte kizárólag luxusotthonok épülnek benne.
A terület belsejébe 2014-ig tömegközlekedési eszköz egyáltalán nem járt; kizárólag a városrész legelején, a „bejáratánál” található Fenyőgyöngye Vendéglőig közlekedő 65-ös busz kötötte össze a fővárosi tömegközlekedés többi részével. 2014-ben a 65-ös busz meghosszabbították három megállóval, a Felső-Szép-völgyi-medencében húzódó Szépvölgyi dűlőig, így egyes napokon és napszakokban, igény esetén a buszok végighaladnak a városrészen (ilyenkor a Fenyőgyöngyéig a 65A busz közlekedik).